# Erik Wallerius
Erik Wallerius est un skipper sudéois né le 16 avril 1878 à Göteborg et mort le 7 mai 1967 dans la même ville.

## Biographie
Erik Wallerius participe aux Jeux olympiques d'été de 1908 à Londres, remportant la médaille d'argent en classe 8 Metre, et aux Jeux olympiques d'été de 1912 à Stockholm, où il remporte la médaille d'or en classe 10 Metre. 
Il est l'oncle du skipper Per Gedda.